# فرقة المشاة 29 (الفيرماخت)
فرقة المشاة 29 كانت وحدة من الجيش الألماني تم إنشاؤها في خريف عام 1936. وقد استندت إلى فوج المشاة الخامس عشر الرايخسهر القديم ولفتت تجنيدها الأولي من تورينجيا. تم ترقيتها إلى فرقة المشاة الآلية التاسعة والعشرين في خريف عام 1937. كانت الفرقة معروفًا أيضًا باسم Falke-Division (Falcon Division).

## تاريخ العمليات
تم تعبئة الفرقة في أغسطس 1939 وانضمت إلى الفيلق الرابع عشر للجيش الألماني العاشر لغزو بولندا. شاركت في تطويق القوات البولندية في رادوم ببولندا وارتكبت مذبحة في Ciepielów.
في ديسمبر 1939 تم نقلها إلى الغرب. خلال غزو فرنسا انضمت إلى الجيش السادس عشر. كاحتياطي استراتيجي تم استخدامه أثناء حملة القناة الإنجليزية. بعد إخلاء دونكيرك انضمت إلى مجموعة بانزر هاينز جوديريان للتقدم عبر شرق فرنسا. ثم كان يعمل في واجبات الاحتلال حتى أوائل عام 1941.
للمشاركة في عملية بربروسا تم إلحاقها بالجيش الألماني الرابع وشاركت في عدد من الإجراءات ضد التشكيلات السوفيتية المعزولة في مينسك وسمولينسك وبريانسك. ثم تم إرسالها لدعم جيش بانزر جودريان بالقرب من تولا. فقدت الفرقة معظم مركباتها وقتل العديد وأسروا خلال التراجع عن موسكو في موردفيس، جنوب كاشيرا في إقليم موسكو.  في عام 1942، أمضت الأشهر الستة الأولى في العمل بالقرب من أوريول ثم في يوليو 1942 تم تعيينها للجيش الألماني السادس كجزء من مجموعة الجيوش الجنوبية. شاركت في القتال على نهج ستالينجراد، وفي المدينة نفسها. أعيد نشرها لتكون بمثابة احتياطي متنقل لجيش بانزر الرابع في نهاية سبتمبر، وتم نقلها خلف الفيلق الرابع الذي يحرس الجناح الجنوبي لقوات الجيش السادس في ستالينجراد.